# Jurij Železnov
Jurij Igorevič Železnov (in russo Юрий Игоревич Железнов?; Saransk, 15 novembre 2002) è un calciatore russo, centrocampista dell'Ural.

## Caratteristiche tecniche
È un esterno sinistro.

## Carriera

### Club
Debutta in Prem'er-Liga il 25 luglio 2021 giocando con l'Ural l'incontro perso 3-0 contro il Krasnodar.

### Nazionale
Ha giocato nelle nazionali giovanili russe Under-18 ed Under-21.

## Statistiche

### Presenze e reti nei club
Statistiche aggiornate al 31 luglio 2021.
| Stagione        | Squadra         | Campionato      | Campionato | Campionato | Coppe nazionali | Coppe nazionali | Coppe nazionali | Coppe continentali | Coppe continentali | Coppe continentali | Altre coppe | Altre coppe | Altre coppe | Totale | Totale |
| Stagione        | Squadra         | Comp            | Pres       | Reti       | Comp            | Pres            | Reti            | Comp               | Pres               | Reti               | Comp        | Pres        | Reti        | Pres   | Reti   |
| --------------- | --------------- | --------------- | ---------- | ---------- | --------------- | --------------- | --------------- | ------------------ | ------------------ | ------------------ | ----------- | ----------- | ----------- | ------ | ------ |
| 2020-2021       | Saturn          | 2D              | 23         | 5          | CR              | 1               | 0               |                    | -                  | -                  |             | -           | -           | 24     | 5      |
| 2021-2022       | Ural            | PL              | 4          | 0          | CR              | 0               | 0               |                    | -                  | -                  |             | -           | -           | 4      | 0      |
| Totale carriera | Totale carriera | Totale carriera | 34         | 2          |                 | 1               | 0               |                    | -                  | -                  |             | -           | -           | 35     | 2      |